# Straelen
Straelen – miasto w Niemczech, położone w kraju związkowym Nadrenia Północna-Westfalia, w rejencji Düsseldorf, w powiecie Kleve. Na koniec 2010 roku liczyło 15 374 mieszkańców.
Miasto od średniowiecza należało do Geldrii. W 1468 miejsce bitwy pomiędzy książętami Geldrii i Kleve. Od 1556 znajdowało się pod panowaniem Hiszpanii, utracone po wojnie o sukcesję hiszpańską w 1713 na rzecz Prus. W 1794 włączone do Francji, od 1815 ponownie w granicach Prus, wraz z którymi w 1871 weszło w skład Niemiec.

## Miasta Partnerskie
- Strzelin, Polska – współpraca od 27 stycznia 2005[2]

## Galeria

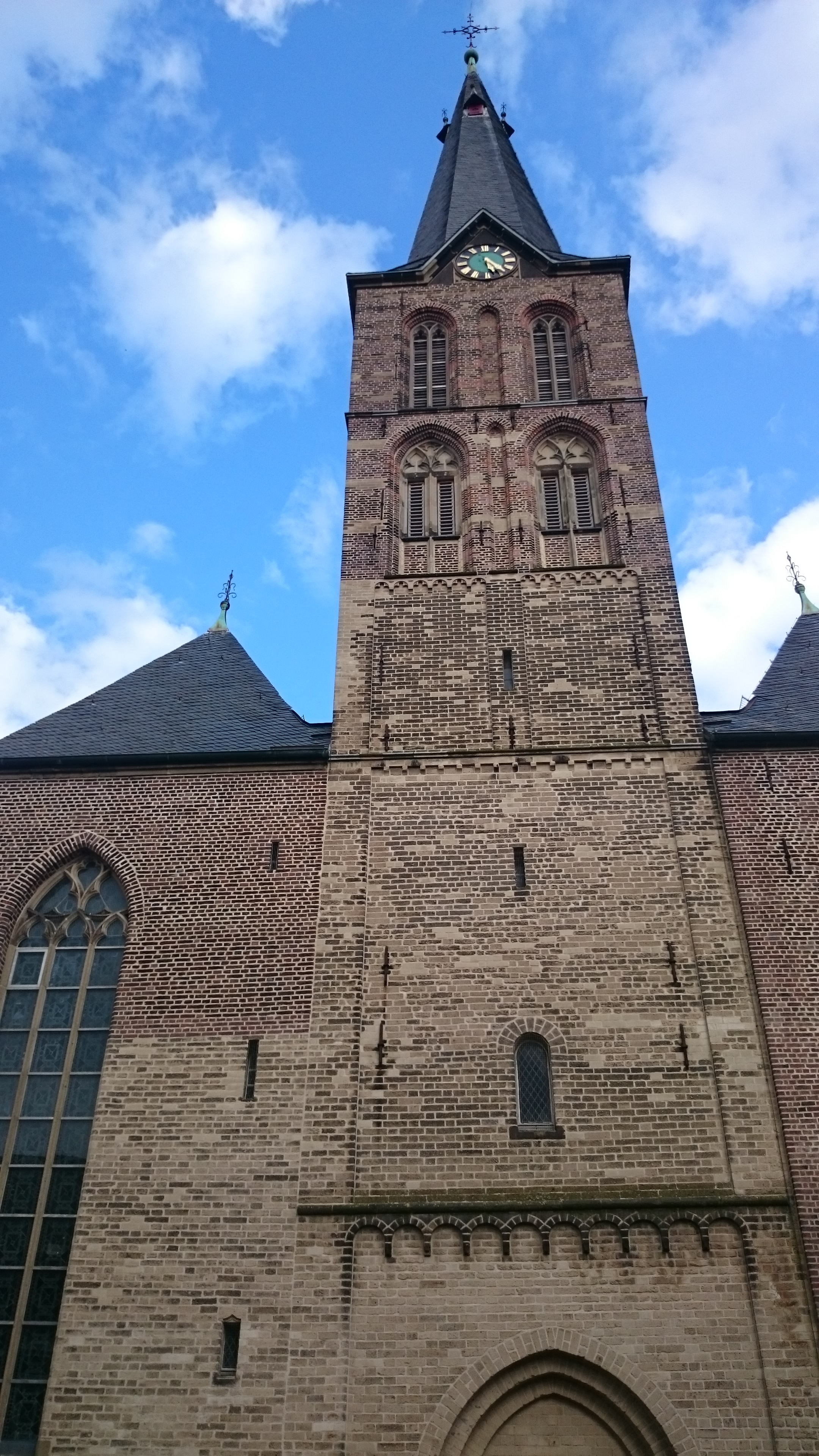
Kościół śś. Piotra i Pawła
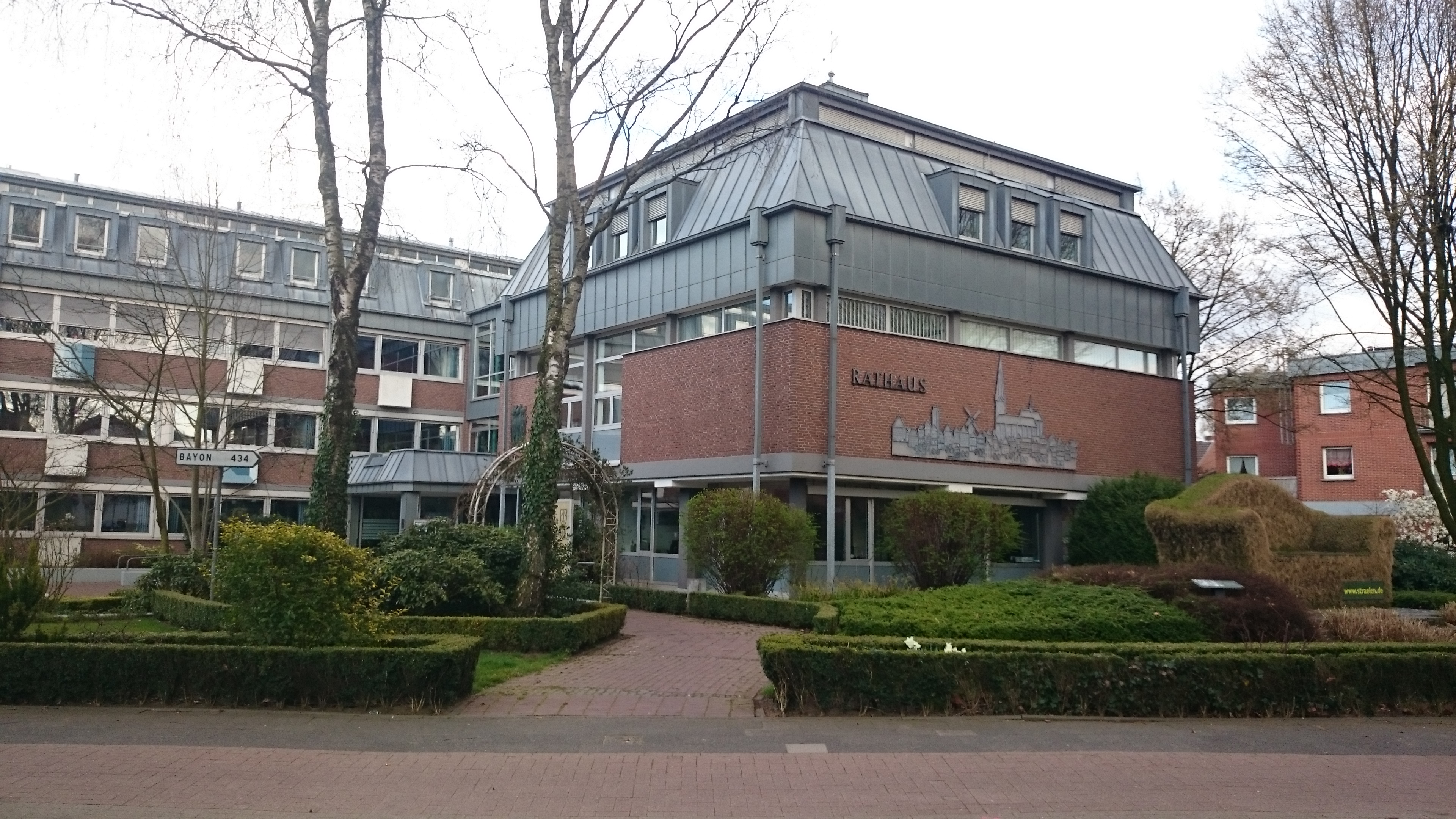
Ratusz
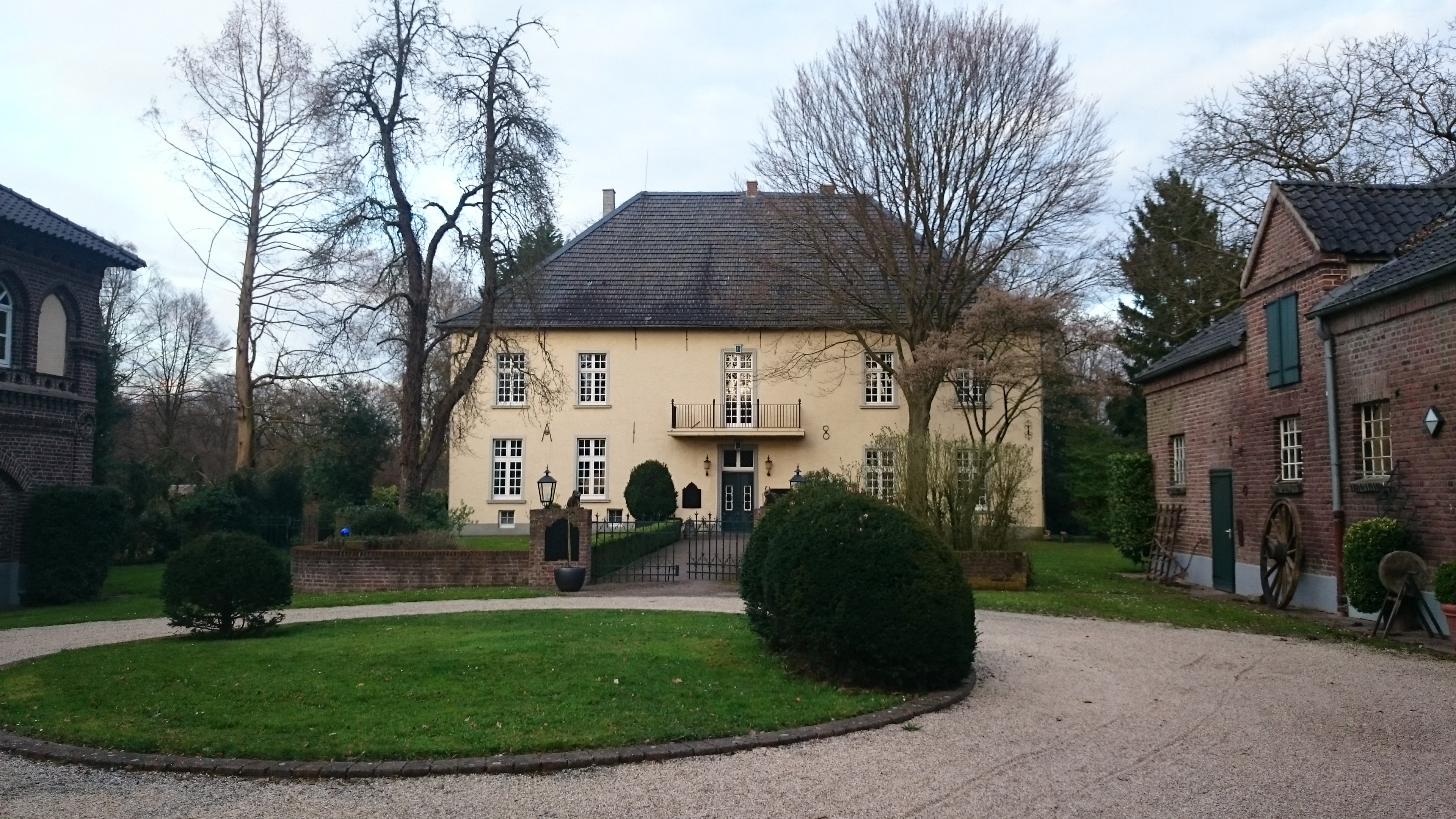
Dom Eyll